# Ticino
Ticino (německy Tessin) je řeka ve Švýcarsku (kanton Ticino) a v Itálii (Lombardie, Piemont), levostranný přítok Pádu. Řeka je 248 km dlouhá, povodí má rozlohu 7200 km².

## Průběh toku
Pramení na jihu Švýcarska v Tessinských Alpách, které jsou součástí Lepontských Alp. Na horním toku teče převážně mezi horami, protéká Lago Maggiore a na dolním toku teče Pádskou rovinou.

## Vodní režim

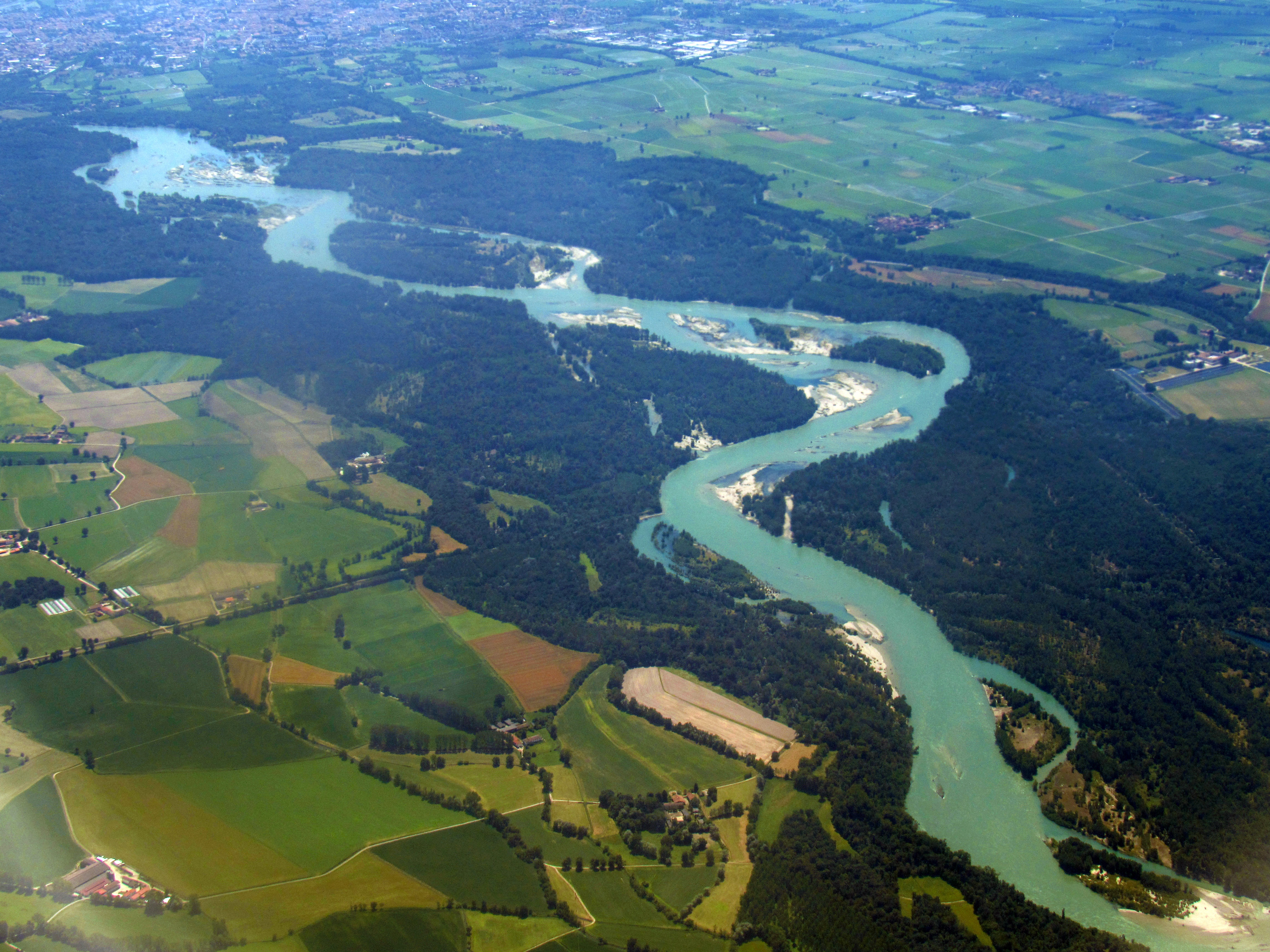
Tok řeky jižně od milánského letiště

Zdroj vody je sněhový a dešťový. Nejvyšší vodnatosti dosahuje na jaře. V létě a na podzim může docházet k povodním, které jsou způsobené dešti. Průměrný roční průtok vody poblíž ústí činí 319 m³/s, maximální až 6000 m³/s.

## Využití
Vodní doprava je možná pod jezerem Lago Maggiore, k čemuž jsou částečně nápomocny umělé kanály. Kanálem Ticino-Milán je řeka spojena s městem Milán. Leží na ní města Bellinzona (Švýcarsko), Pavia (Itálie).